# Oluf (biskop i Roskilde)
 For alternative betydninger, se Oluf (flertydig). (Se også artikler, som begynder med Oluf)
Oluf (død 10. marts 1320) var biskop i Roskilde Domkirke fra 1301-1320.
Da Roskilde Bispesæde blev ledig ved Johannes Krags Død (1300), valgte kapitlet en vis Florentius til biskop; han har rimeligvis været en tilhænger af kongen, og ærkebisp Jens Grand kasserede da valget af ham, mens han i stedet valgte Oluf, der var magister og kannik i Roskilde, til biskop, efter fuldmagt fra kapitlet. Florentius appellerede imidlertid til Paven og rejste selv til Rom; Oluf fulgte eksemplet, og til sidst faldt afgørelsen til hans fordel; Pave Benedict 11. stadfæstede ham som biskop i februar 1304. Nu indtog han sit sæde; men også en gang senere kom han til at gå imod Erik Menved.
Sammen med ærkebisp Esger Juul og andre danske bisper udvirkede han nemlig under konciliet i Vienne nogle pavebuller, der vakte stor vrede hos kongen. Meget stødende var det unægtelig, at Paven som værnemand for Roskilde Stift indsatte Jens Grand i Bremen. Kongen viste sig dog at være den overmægtige, og Oluf måtte i 1313 love ham ikke at gøre brug af de pavelige breve . Senere var der intet i vejen mellem ham og kongen, og han stod på dennes side under den store strid med Esger Juul, og han trøstede Dronning Ingeborg i hendes ulykke. Oluf sørgede også for sin domkirke; i 1310 byggede han et kapel, indviet til Vor Frue, og i 1315 ophøjede han kantoriet til et prælatur, hvortil der lagdes rige indtægter. Oluf døde 10. marts 1320 og blev begravet i det af ham stiftede kapel, som han lige før sin død havde beriget med nye gaver.